# Michael Zachries
Michael Zachries (Zwickau, 29 de octubre de 1943-Starnberg, 28 de julio de 2021) fue un deportista de la RDA que compitió en vela en la clase Soling.
Participó en dos Juegos Olímpicos de Verano en los años 1976 y 1980, obteniendo una medalla de bronce en Montreal 1976 en la clase Soling. Ganó tres medallas en el Campeonato Europeo de Soling entre los años 1973 y 1978.

## Palmarés internacional
| Juegos Olímpicos   | Juegos Olímpicos         | Juegos Olímpicos  | Juegos Olímpicos |
| Año                | Lugar                    | Medalla           | Clase            |
| ------------------ | ------------------------ | ----------------- | ---------------- |
| 1976               | Montreal (Canadá)        | Medalla de bronce | Soling           |
| Campeonato Europeo |                          |                   |                  |
| Año                | Lugar                    | Medalla           | Clase            |
| 1973               | Medemblik (Países Bajos) | Medalla de oro    | Soling           |
| 1976               | Ginebra (Suiza)          | Medalla de oro    | Soling           |
| 1978               | Kiel (RFA)               | Medalla de bronce | Soling           |